# 朝鮮半島の国立公園
朝鮮半島の国立公園（ちょうせんはんとうのこくりつこうえん）では、朝鮮半島にある韓国と朝鮮民主主義人民共和国の国立公園を扱い、両国が別々に定めている。

## 朝鮮民主主義人民共和国
- 白頭山国立公園
- 七宝山国立公園
- 赴戦湖国立公園
- 妙香山国立公園
- 金剛山国立公園
- 九月山国立公園

## 古来の名勝
古来の名勝、朝鮮八景が知られている。